# Velika Stara vas
Velika Stara vas – wieś w Słowenii, w gminie Grosuplje. 1 stycznia 2017 liczyła 186 mieszkańców.